# 오픈 바벨
오픈 바벨(Open Babel)은 주로 화학 파일 형식을 상호 변환하는 데 사용되는 화학 전문가 시스템인 컴퓨터 소프트웨어이다. 정보학과의 강력한 관계로 인해 이 프로그램은 분자 모델링보다 화학 정보학 범주에 더 속한다. MS윈도우즈(MS Windows), 유닉스(Unix), 리눅스(Linux)배포판들, 맥(macOS) 및 안드로이드(Android)에서 사용할 수 있다. GPL(GNU General Public License) 2.0에 따라 출시된 자유 오픈 소스 소프트웨어로 잘알려져있다.
프로젝트의 명시된 목표는 파일 형식과 데이터의 상호 변환을 포함하여 분자 모델링, 화학 및 많은 관련 영역을 지원하도록 설계된 교차(cross) 플랫폼 프로그램 및 라이브러리로서 사용자와 개발자 모두를 지원하는 커뮤니티 주도 과학 프로젝트이다.

## 역사
오픈 바벨(Open Babel) 및 JOELib는 OELib 화학 정보학 라이브러리에서 파생되었다. 차례로 OELib는 원래 화학 프로그램 Babel과 OBabel이라는 미공개 객체 지향 프로그래밍 라이브러리의 아이디어를 기반으로 했다.

## 사용 예
sdf 파일을 svg 파일로 전환하는 경우
> obabel Structure2D_CID_5281769.sdf -O Structure2D_CID_5281769.svg

## 설치 예
우분투의 경우
> sudo apt-get install openbabel

## 같이 보기
- 펍켐